# 龙门崖摩崖石刻
龙门崖摩崖石刻，位于中国河北省张家口市云州村，为赤城县的一个省级文物保护单位，类型为石刻，公布时间为1993年7月15日。
龙门崖摩崖石刻的历史年代为辽、明。